# Manfred Schlosser
Manfred Schlosser (* 12. Juni 1934 in Ludwigshafen am Rhein; † nach dem 26. Juni 2013) war ein deutscher Chemiker.

## Leben und Werk
Schlosser studierte ab 1952 Chemie und Medizin an der Universität Heidelberg, wo er 1957 den akademischen Grad des Diplom-Chemikers erlangte und 1960 bei Georg Wittig zum Dr. rer. nat. promoviert wurde. Nach weiteren Studien und einem Forschungsjahr (1962/63) am Brüsseler Forschungsinstitut European Research Associates habilitierte er sich 1966 in Heidelberg. 1967 wurde er als Oberarzt am Deutschen Krebsforschungszentrum in Heidelberg angestellt und 1972 Professor an der Universität Lausanne. Im Jahr 2001 wechselte er an die ETH Lausanne, wo er 2004 emeritiert wurde. Gastprofessuren führten ihn nach Italien (Perugia, Florenz), Deutschland (Berlin), Ungarn (Budapest), Japan (Kyoto) und in die USA (San Jose).
Schlosser arbeitete auf dem Grenzgebiet zwischen der Organischen Chemie und der chemischen Synthese. Er entwickelte die stereoselektive Olefinierung (Schlosser-Variante der Wittig-Reaktion), die kupferkatalysierte Alkylierung von Organomagnesium-Verbindungen (Fouquet-Schlosser-Kupplung) und die Schlosser-Base, eine Superbase. Außerdem entwickelte er neue Zytostatika und forschte zu Organohalogen-Verbindungen.
Eines seiner Hobbys war das Wandern. Ende Juni 2013 kehrte er von einer Wanderung in den Waadtländer Alpen nicht zurück und ist seither verschollen.

## Veröffentlichungen (Auswahl)
Schlosser publizierte mehr als 400 wissenschaftliche Arbeiten.
- Carbonyl-Olefinierungen mit Phosphin-alkylenen. Dissertation, Heidelberg 1960.
- Mechanismus der Dehydrochlorierung von Vinylchloriden mit lithiumorganischen Reagenzien und Stereochemie der Carbonyl-olefinierung mit Phosphor-Yliden. Habilitationsschrift. Heidelberg 1966.
- Struktur und Reaktivität polarer Organometalle. Eine Einführung in die Chemie organischer Alkali- und Erdalkalimetallverbindungen (= Organische Chemie in Einzeldarstellungen. Band 14). Springer, Berlin u. a. 1973, ISBN 3-540-05719-6.
- Chemie-Schablone Chem Art universal 3.5 = Chemistry stencil Chem Art universal 3.5. Verlag Chemie, Weinheim u. a. 1981, ISBN 3-527-10081-4.
- als Herausgeber: Organometallics in Synthesis. A Manual. Wiley, Chichester u. a. 1994, ISBN 0-471-93637-5.